# Manhattan Brothers
Die Manhattan Brothers waren eine südafrikanische Vokalgruppe, die während der 1940er und 1950er Jahre sehr populär war. Die Gruppe, die Jive, Swing und Doo-Wop-Nummern im Repertoire hatte, war die erste Band der südafrikanischen Musikszene mit Plattenverkäufen, die in die Millionen gingen. Sie wurde 1990 wiederbelebt.

## Geschichte der Band
Zur Gruppe gehörten Joe Mogotsi, Ronnie Sehume, Rufus Khoza und Nathan Mdledle, die sich bereits in den 1930er Jahren zum Singen in der Pimville Government School im späteren Soweto getroffen hatten und zunächst gemeinsam als Straßenmusiker arbeiteten. Während sie zu Beginn traditionelle Zulugesänge interpretierten und unter dem Namen Manhattan Stars auftraten, sangen sie später, angeregt durch ihre Plattenfirma Decca Records, südafrikanische Fassungen amerikanischer Hits. Daneben hatten sie auch südafrikanische Nummern im Repertoire, etwa von Mackay Davashe. Miriam Makeba sang zu Beginn ihrer Karriere auch gemeinsam mit den Manhattan Brothers, etwa 1953 Davashes Lakutshona Ilanga. Die Gruppe hatte 1956 mit Lovely Lies auch in der amerikanischen Billboard Hot 100 einen Hit. In Südafrika trat die Gruppe bis in die 1950er Jahre zur besten Sendezeit im Radio auf und wurde von bekannten Jazzmusikern wie Kippie Moeketsi begleitet. Die Gruppe trat auch in Todd Matshikizas Musical King Kong auf; die Mitglieder der Band kehrten 1961 nach den Auftritten der Musical-Produktion in London nicht in das Südafrika der Apartheid zurück. Joe Mogotsi gründete in London 1990 eine Neuauflage der Manhattan Brothers, die auch mit Joe Zawinul auftrat.

## Diskographische Hinweise
- The Very Best Of The Manhattan Brothers. Their Greatest Hits (1948–1959) (Stern’s Africa, 2000)